# Pseudattulus
Pseudattulus is een geslacht van spinnen uit de familie springspinnen (Salticidae).

## Soorten
De volgende soorten zijn bij het geslacht ingedeeld:
- Pseudattulus beieri Caporiacco, 1955
- Pseudattulus kratochvili Caporiacco, 1947